# Pateobatis jenkinsii

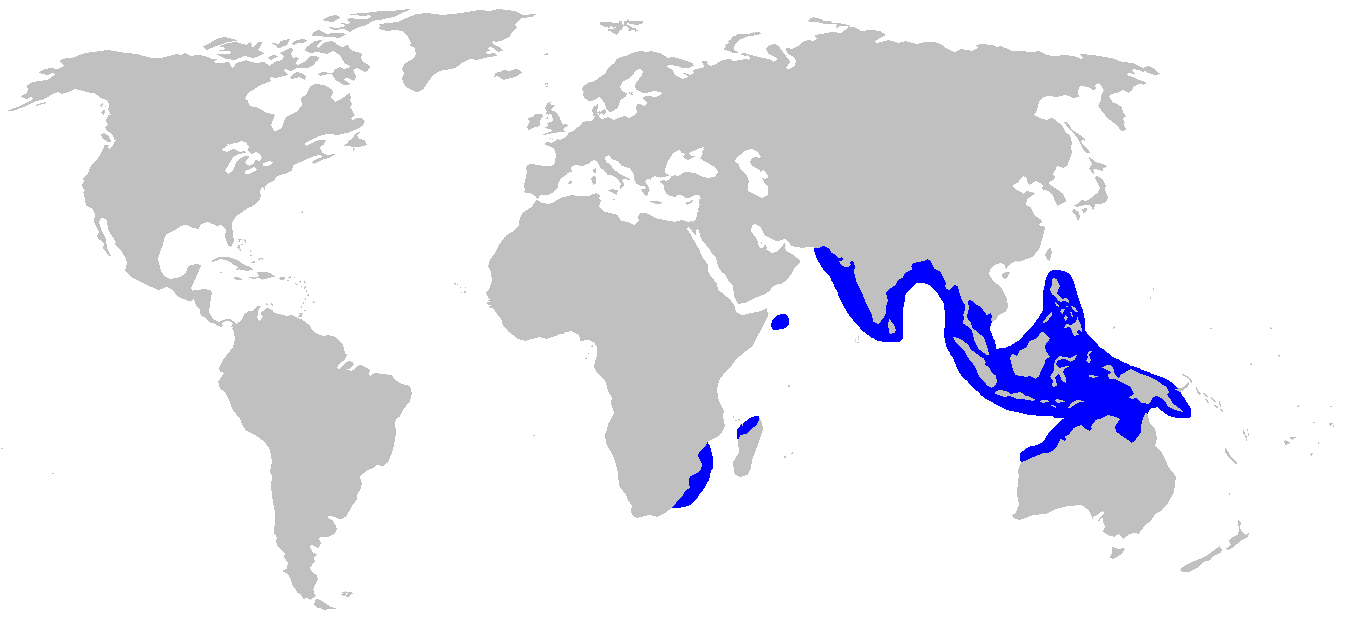
Verbreitungsgebiet

Pateobatis jenkinsii ist eine Rochenart aus der Familie der Stechrochen (Dasyatidae); auf Englisch trägt die Art den Trivialnamen "Jenkins whipray".

## Biologie
Dieser Rochen kann einen Durchmesser von bis zu 130 cm erreichen. Er lebt in subtropischen Meerwasserbiotopen bis in Tiefen von rund 30 Metern. Seine Lebensräume reicht vom südwestlichen Indischen Ozean, beginnend bei Durban, bis an die Küsten Indiens, Nordaustraliens und Neuguineas. 
Die Tiere besitzen auffällige harte und hakenförmig gebogene Dornen auf der Mittellinie ihres auf der Oberseite braunen Körpers und kleine dunkelbraune Flecken am hinteren Körperrand. Die Schnauze ist kantig. Der Schwanz ist schlank und etwas länger als der Körper, er trägt keine Flossen, dafür aber einen Stachel.  
Die ovovivipare Art vermag ihre Population innerhalb von 4,5 bis 14 Jahre zu verdoppeln, was eine niedrige Widerstandsfähigkeit gegenüber Populationsveränderungen, zum Beispiel durch Fischfang, bedeutet. 
Die Art hat keine kommerzielle Bedeutung.

## Systematik
Die Rochenart wurde im Jahr 1909 durch den britischen Zoologen Nelson Annandale unter der wissenschaftlichen Bezeichnung Trygon jenkinsii beschrieben, später dann der Gattung Himantura zugeordnet. Die 1984 erfolgte Beschreibung von Himantura draco durch Leonard Compagno und Phil Heemstra stellte sich als Synonymbeschreibung der Art heraus. Bei einer Mitte 2016 erfolgten Revision der Dasyatidae wurde die Art in die neu eingeführte Gattung Pateobatis gestellt.